# Poskok
Poskok (lat. Vipera ammodytes) je vrsta najotrovnije i najopasnije europske zmije iz porodice ljutica. Živi na kamenitim i sunčanim područjima južne Europe i Male Azije.

## Stanište
Područja rasprostranjenosti obuhvaćaju sjevernu Italiju, Ticino, Južnu Austriju,  Sloveniju, Hrvatsku, Srbiju, Bosnu i Hercegovinu, Crnu Goru, Makedoniju, Rumunjsku, Bugarsku i Malu Aziju u Kavkazu. 
U Hrvatskoj živi i na otocima: Krku, Pagu, Viru, Ugljanu, Pašmanu, Korčuli, Hvaru, Braču i Mljetu. Nalazimo ga i u Lici, na Medvednici, Žumberku, Banovini, Kordunu, Gorskom kotaru, Kalniku, Istri, Zagori i Hrvatskom Zagorju.

## Opis
Boja je promjenjiva, pa mu je leđna strana siva, žuta ili smeđa s tamnom cik-cak prugom. S trbušne strane je bjelkast s crnim točkama. Mužjak naraste do 1 metar. Na Velebitu su zabilježeni rijetki primjerci koji premašuju tu veličinu, a ženke su manje od mužjaka. Uz izlomljemnu prugu na leđima, prepoznatljiv je po trokutastoj plosnatoj glavi, okomitoj zjenici i roščiću na vrhu njuške. U ustima ima dva duga otrovna zuba povezana s otrovnom žlijezdom. Jezik mu je dug i rašljast. Pomoću njega osjeća opip i miris.

## Biologija
Pari se potkraj travnja do početka svibnja, a ženka od rujna do listopada okoti 10 do 20 mladih, koji odmah poslije izlaska iz majčina tijela probiju nježnu opnu jajeta. Poskok živi do 15 godina. Neprijatelji su mu ptice grabljivice i male zvijeri, posebno orao zmijar i mungosi. Voli suha kamenita područja s dosta grmlja. Aktivan je većinom noću, a danju sklupčan spava probavljajući hranu. Sporiji je, tromiji te otrovniji od riđovke. U hladnijim krajevima spava zimski san. Posebno je opasan u jesen, kada se penje na drveće gdje dočekuje ptice, a tada lako strada i čovjek, ako neoprezno prolazi i dotakne ga. Također se u iznimno rijetkim slučajevima može vidjeti ispod vode skupljen u klupko.[nedostaje izvor]

## Otrovnost
Ugriz poskoka za ljude može biti smrtonosan. Čak i netom izleženi mladunci dugi od 15 do 18 cm su opremljeni otrovom i otrovnim zubima te mogu zadati vrlo ozbiljan i opasan ugriz.
Otrov se pretežno sastoji od hemotoksičnih tvari, koje zgrušavaju krv i izazivaju šok. Njegov snažan otrov može ubiti manje kralješnjake u roku od nekoliko sekundi. Za čovjeka je smrtna doza u prosjeku 25 – 40 mg ovisno o dobi, zdravlju i mjestu ugriza. Snaga njegovoga otrova čak je jača i od nekih kobri kod kojih je smrtna doza u prosjeku 30 – 50 mg. Prvi simptomi trovanja su bol i/ili oticanje ugriženog dijela tijela. Otok se javlja 2 – 3 minute nakon ugriza i brzo se širi. U velikih primjeraka zubi mogu biti i 1 cm dugi, pa otrov može biti unesen u mišić što ubrzava razvoj simptoma trovanja. Ugriženog treba što hitnije odvesti liječniku, uz što manje samostalnog kretanja, da mu pruži djelotvornu pomoć simptomatsku terapiju i/ili protuotrov – injekciju protuotrova (seruma).

## Statistike u Hrvatskoj
Prema statistici Hrvatskog zavoda za javno zdravstvo ukupno od 2011. do 2015. u hrvatskim bolnicama i ambulantama hospitalizirano 124 osobe zbog doticaja s otrovnim zmijama, što je oko 25 osoba prosječno na godinu. Četiri petine ugriza dogodilo se tijekom toplih mjeseci, od početka svibnja do kraja kolovoza, uglavnom u svibnju i lipnju. Istraživanja ističu da prosječna učestalost ugriza otrovnica u Dalmaciji iznosi 5,2 na 100.000 stanovnika godišnje. Ugrizi poskoka (Vipera ammodytes) bili su češći od ugriza riđovke (Vipera berus). Od ugriza su stradavale sve dobne skupine, a najčešće (46 posto) stariji od 50 godina, te djeca i adolescenti u dobi od 0 – 19 godina (27 posto). Od ugriza otrovnica uglavnom je stradavalo seosko pučanstvo obavljajući poljoprivredne radove. Smrtno su stradala dva bolesnika (0,4 posto).

## Legende
U narodu se pričaju legende o poskokovom skakanju i o njegovom savijanju u kolut i kotrljanju nizbrdo. To su priče nastale zbog ljudskog straha jer je poskok vrlo nepredvidiv i njegov je ugriz među najbržim od svih zmija. Poskok može pužno smotati stražnji dio tijela pa onda uzdignuti prednji i brzo ga izbaciti naprijed da ugrize žrtvu. Doseg takvog skoka je 40 cm.[nedostaje izvor]

## Prehrana
Plijen osjeća po mirisu i uglavnom ga dočekuje, čekajući ponekad danima. Kao i sve zmije, može dugo izdržati bez hrane. 
Hrani se uglavnom miševima, pticama i gušterima, ponekad krticama, drugim zmijama i sljepićima. Zabilježeni su i slučajevi kanibalizma. Svoju žrtvu najprije usmrti otrovom, a onda je guta.

## Podvrste
| Podvrste              | Autorstvo        | Zemljopisna rasprostranjenost |
| --------------------- | ---------------- | --- |
| V. a. ammodytes       | Linnaeus, 1758.  | Austrija, sjeverna Italija, Slovenija, Hrvatska, Bosna i Hercegovina, Crna Gora, Makedonija, Albanija, jugozapadna Rumunjska, sjeverozapadna Bugarska |
| V. a. gregorwallneri  | Sochurek, 1974.  | Austrija, nekadašnja Jugoslavija |
| V. a. meridionalis    | Boulenger, 1903. | Grčka (uključujući Krf i druge otoke), dio Turske |
| V. a. montandoni      | Boulenger, 1904. | Bugarska, južna Rumunjska |
| V. a. transcaucasiana | Boulenger, 1913. | Gruzija, sjeverna Turska (Anatolija) |

## Vanjske poveznice
|  | Zajednički poslužitelj ima stranicu o temi Poskok |

- Vipera ammodytes na www.herp.it
- Vipera ammodytes na bioge.ubbcluj.ro  Arhivirana inačica izvorne stranice od 25. rujna 2006. (Wayback Machine)
- Vipera ammodytes na www.club100.net  Arhivirana inačica izvorne stranice od 26. kolovoza 2006. (Wayback Machine)